# Fabián Puerta
Fabián Hernando Puerta Zapata (Caldas, Antioquia, 12 juli 1991) is een Colombiaans baanwielrenner. Zijn specialiteiten zijn de sprintnummers. Puerta werd op 1 maart 2018 Wereldkampioen keirin. Bij een controle op 11 juni 2018 heeft Puerta positief getest op de anabole steroïde boldenon. Sinds 2022 neemt hij weer deel aan wedstrijden. Hij is getrouwd met baanwielrenster Juliana Gaviria.

## Palmares
| Jaar      | CK                 | PAK                                           | WK                                                     | Overige                                                                                  |
| Als elite | Als elite          | Als elite                                     | Als elite                                              | Als elite                                                                                |
| --------- | ------------------ | --------------------------------------------- | ------------------------------------------------------ | ---------------------------------------------------------------------------------------- |
| 2010      |                    | teamsprint · 5e 1km tijdrit                   |                                                        | Centraal-Amerikaanse en Caraïbische Spelen: · 1km tijdrit                                |
| 2011      |                    | keirin · teamsprint · 1km tijdrit · 6e sprint | 12e 1km tijdrit 16e teamsprint 19e keirin              | Pan-Amerikaanse Spelen: · keirin · sprint · teamsprint                                   |
| 2012      |                    | keirin · sprint                               | 13e keirin 18e 1km tijdrit 38e sprint                  | Olympische Spelen: 15e keirin                                                            |
| 2013      |                    | keirin · 1km tijdrit · 9e sprint              | 17e keirin 22e sprint                                  |                                                                                          |
| 2014      |                    | keirin · teamsprint · sprint                  | keirin · 6e 1km tijdrit                                | Centraal-Amerikaanse en Caraïbische Spelen: · keirin · sprint · 1km tijdrit · teamsprint |
| 2015      |                    | keirin                                        | 5e 1km tijdrit 7e keirin                               | Pan-Amerikaanse Spelen: · keirin · 8e sprint                                             |
| 2016      |                    | sprint · teamsprint                           | 5e sprint 17e keirin                                   | Olympische Spelen: 5e keirin 10e sprint                                                  |
| 2017      |                    | 1km tijdrit · teamsprint · sprint · 7e keirin | keirin · 11e teamsprint · 17e 1km tijdrit · 19e sprint |                                                                                          |
| 2018      |                    |                                               | keirin · 7e 1km tijdrit · 18e sprint                   | Centraal-Amerikaanse en Caraïbische Spelen: · keirin · sprint · teamsprint               |
| 2019      | Geen deelnames     | Geen deelnames                                | Geen deelnames                                         | Geen deelnames                                                                           |
| 2020      | Geen deelnames     | Geen deelnames                                | Geen deelnames                                         | Geen deelnames                                                                           |
| 2021      | Geen deelnames     | Geen deelnames                                | Geen deelnames                                         | Geen deelnames                                                                           |
| 2022      |                    |                                               |                                                        |                                                                                          |
| 2023      | keirin · 4e sprint | 5e sprint                                     |                                                        |                                                                                          |
| 2024      |                    |                                               |                                                        |                                                                                          |